# Farmakokinetika
Farmakokinétika (iz grščine: pharmacon = zdravilo, kinetikos = premakniti) je veja farmakologije, ki proučuje dogajanje učinkovine v telesu: absorpcijo, porazdelitev, presnovo učinkovine v telesu ter izločanje iz telesa.
Farmakokinetične študije so v tesni povezavi s farmakodinamičnimi – slednje ugotavljajo vpliv učinkovine na organizem. Torej, če farmakodinamika proučuje delovanje učinkovine na organizem, proučuje farmakokinetika, kako organizem deluje na učinkovino.Kratica Cmax nam ponazarja Max- maksimalno C- koncentracijo v serumu. Torej tako imenovano najvišjo plazemsko koncentracijo. 

## (L)ADME
Farmakokinetika se ukvarja s proučevanjem več procesov, ki jim učinkovina v telesu podleže. Glavni so štirje: 
- Absorption = absorpcija, vsrkavanje zdravila iz mesta aplikacije – pomeni prehajanje snovi v tkiva ali skozi njih. Pri peroralno zaužitem zdravilu se mora sproščena učinkovina najprej absorbirati skozi stene prebavil v krvni obtok, od tam pa v ciljna tkiva. Absorpcija je lahko otežena zaradi biološko prisotnih barier (na primer krvno-možganska pregrada). Nanjo lahko vplivamo z ustrezno lipofilnostjo spojine. Absorpcija odloča o biološki razpoložljivosti zdravila.

- Distribution = porazdelitev po tkivih in telesnih tekočinah – po navadi pride učinkovina do mesta delovanja preko krvnega obtoka. Iz krvi se porazdeljuje v tkiva in organe. Količina, ki opredeljuje porazdeljevanje snovi med hidrofilnim (kri) in lipofilnim okoljem (celične membrane), se imenuje porazdelitveni koeficient. Porazdelitveni koeficient mora biti takšen, da učinkovina dovolj dobro prehaja celične membrane, hkrati pa se dobro porazdeljuje tudi v hidrofilni vsebini celice, kjer se običajno nahajajo tarčna mesta učinkovine.

- Metabolism = presnova (biotransformacija) – zdravila so podvržena fizičnim in kemičnim procesom presnove v hipu, ko pridejo v telo. Najpomembnejši organ, kjer potekajo presnovni procesi, so jetra. Na ta način telo pretvori molekule v obliko, ki jo lažje izloči. Zatorej so presnovki v primerjavi z učinkovino navadno bolje vodotopni. Z metabolizmom se pa po navadi tudi izniči ali spremeni aktivnost učinkovine. Včasih se pa spojina šele s presnovo pretvori v aktivno obliko; tedaj govorimo o predzdravilih.

- Elimination = izločanje – v telo vnesene spojine in njihovi presnovki se navadno izločijo skozi ledvice s sečem ali pa, če se v prebavilih niso absorbirale, z blatom. Pomembno je poznati čas zadrževanja učinkovine v telesu in način njenega izločanja.

Začetnice (tujih) imen teh procesov dajo naziv ADME, ki se v farmakokinetiki pogosto uporablja. Včasih govorimo tudi o procesih LADME, kadar mislimo še na sproščanje (angl. liberation). Proces sproščanja je pomemben tedaj, kadar se mora učinkovina najprej sprostiti iz neke farmacevtske oblike (npr. kapsule, tablete), preden se lahko absorbira. Gre torej za proces, pomemben predvsem za peroralne trdne farmacevtske oblike.